# Номер сімнадцять
«Номер сімнадцять» (англ. Number Seventeen) — англійський детективний трилер режисера Альфреда Гічкока, знятий у 1932 році за однойменною п'єсою Джозефа Джефферсона Фарджоуна.

## Сюжет
Банда грабіжників, які викрали коштовності, збирається в будинку під номером 17, де випадково виявляється безпритульний волоцюга Бен. По сліду злочинців йде детектив Бартон, однак хто саме з присутніх є поліцейським?

## У ролях
- Леон М. Лайон — Бен
- Енн Грей — Нора
- Джон Стюарт — детектив Бартон
- Дональд Келтроп — Брент, супроводжуючий Нори
- Баррі Джонс — Генрі Дойл
- Енн Кассон — Роуз Екройд
- Генрі Кейн — містер Екройд
- Геррі Марш — Шелдрейк

## Цікаві факти
- За словами Гічкока в його інтерв'ю з Франсуа Трюффо, він вирішив зробити занедбаний будинок, де ховалися гангстери, притулком кішок. За задумом режисера, при кожному пострілі тварини повинні були бігти вгору по сходах. На жаль, кішки ніяк не хотіли підкорятися задумам Гічкока, і після кількох невдалих спроб направити переляканих тварин в потрібному напрямку режисер здався.
- Гічкок не хотів знімати цей фільм, плекаючи мрію про екранізації п'єси Джона Ван Друтена «Лондонська стіна» (англ. London Wall), проте в якості покарання за провал з фільмом «Багаті та дивні» (1931) студія нав'язала режисерові постановку «Номер сімнадцять». Це був останній фільм, який Гічкок зробив для кіностудії British International Pictures як режисер.